# 王家镇 (南部县)
王家镇，是中华人民共和国四川省南充市南部县下辖的一个乡镇级行政单位。2019年10月，撤销大富乡，将其所属行政区域划归王家镇管辖。

## 行政区划
王家镇下辖以下地区：
王家场社区、新兴街社区、南蓬街社区、槽房坝村、总角山村、红庙子村、三房嘴村、七层山村、灵泉山村、老君堂村、落翎坝村、彭家坝村、龚家沱村、杨村坝村、通民庵村、顶子山村、青布壕村、嘉陵村和马鞍山村，庵子坪村、横担岭村、卧牛穴村、封崇寺村、铺子垭村、来龙井村、油房嘴村、观音岩村、鞍子沟村、鲜家店村、大刘沟村、小刘沟村、五童庙村、沙包井村、龙头桥村、黄家沟村、应凉寺村和星光村。